# 赫爾曼·格拉夫
赫爾曼·格拉夫（德語：Hermann Graf，1912年10月24日-1988年11月4日）是德國空軍的二戰戰鬥機王牌飛行員。他曾在東線和西線服役。他成為航空史上第一位獲得200次空戰勝利的飛行員——即在200次空戰中遭遇導致敵機被摧毀。在大約830次戰鬥任務中，他總共獲得了212次空中勝利，幾乎所有這些勝利都是在東線取得的。
格拉夫是一名戰前足球運動員和滑翔機飛行員，他加入了德國空軍並於1936年開始飛行訓練。他最初被選為運輸航空，但隨後於1939年5月被派往第51戰鬥機聯隊。戰爭爆發後，他駐紮在法德邊境，進行著平靜的巡邏。隨後，他被派往羅馬尼亞擔任飛行教官，作為德國軍事任務訓練羅馬尼亞飛行員的一部分。在德國入侵克里特島的最後幾天，格拉夫執行了幾次地面支援任務。
在德國入侵蘇聯的巴巴羅薩行動開始後，格拉夫於1941年8月4日取得了他的第一次空中勝利。1942年1月24日，他在取得45次勝利後被授予騎士鐵十字勳章。那是在第二個夏天東部戰役；然而，他的成功率卻大大提高了。到1942年9月16日，他的勝利次數增加到172次，並因此獲得了帶有鑽石橡葉佩劍騎士鐵十字勳章。在向格拉夫展示時，這是德國最高的軍事勳章。1942年9月26日，他擊落了他的第200架敵機。
隨後作為民族英雄的格拉夫退出戰鬥行動了，並被派往法國的一所戰鬥機飛行員訓練學校，然後負責建立一個新的特種部隊：第50戰鬥機聯隊。它的任務是作為一個高空部隊攔截入侵的蚊式轟炸機。1943年11月，格拉夫重返戰場。他被任命為第11戰鬥機聯隊的聯隊指揮官，並於1944年3月29日獲得了他最後一次也是第212次空中勝利。在那次遭遇中他受了重傷，經過一段時間的康復後，成為第52戰鬥機聯隊的聯隊指揮官。他和JG 52的其餘部分於1945年5月8日向美國陸軍部隊投降，但被移交給紅軍。格拉夫被關押在蘇聯直到1949年。戰後，他擔任電子銷售經理，並於1988年11月4日在家鄉恩根因長期疾病去世。